# Langessa
Langessa là một chi bướm đêm thuộc họ Crambidae.